# فيكتور سين يونغ
فيكتور سين يونغ (بالإنجليزية: Victor Sen Yung)‏ هو ممثل أمريكي، ولد في 18 أكتوبر 1915 في سان فرانسيسكو في الولايات المتحدة، وتوفي في 1 نوفمبر 1980 في شمال هوليوود ‏ في الولايات المتحدة بسبب اختناق.

## أعمال

### أفلام
- (1940) الرسالة

### مسلسلات
- بونانزا

## وصلات خارجية
- فيكتور سين يونغ على موقع IMDb (الإنجليزية)
- فيكتور سين يونغ على موقع ألو سيني (الفرنسية)
- فيكتور سين يونغ على موقع ميوزك برينز (الإنجليزية)
- فيكتور سين يونغ على موقع أول موفي (الإنجليزية)
- فيكتور سين يونغ على موقع قاعدة بيانات الأفلام السويدية (السويدية)
- فيكتور سين يونغ على موقع إن إن دي بي (الإنجليزية)
- فيكتور سين يونغ على موقع قاعدة بيانات الفيلم (الإنجليزية)
- فيكتور سين يونغ على موقع كينوبويسك (الروسية)